# Trockenhänge im Wippertal bei Sandersleben
Die Trockenhänge im Wippertal bei Sandersleben sind ein FFH-Gebiet in den Städten Arnstein im Landkreis Mansfeld-Südharz und Aschersleben im Salzlandkreis in Sachsen-Anhalt.

## Allgemeines
Das FFH-Gebiet ist circa 203 Hektar groß (beim Bundesamt für Naturschutz ist die Größe mit 206 Hektar angegeben). Es überlagert sich mit dem Naturschutzgebiet „Schießberg“ und umfasst die Naturschutzgebiete „Pfaffenbusch“ und „Große Nachthut“. Das FFH-Gebiet ist durch die Landesverordnung zur Unterschutzstellung der Natura 2000-Gebiete im Land Sachsen-Anhalt (N2000-LVO LSA) seit dem 21. Dezember 2018 rechtlich gesichert. Zuständige untere Naturschutzbehörde sind die Landkreise Mansfeld-Südharz und Salzlandkreis.

## Beschreibung
Das FFH-Gebiet liegt nordöstlich von Hettstedt bzw. südöstlich von Aschersleben beidseitig der Wipper. Es besteht aus 13 Teilflächen in einer überwiegend ackerbaulich genutzten Landschaft und umfasst naturnahe und teilweise verbuschte Trocken-, Steppen- und Magerrasen sowie Streuobstwiesen und Laubwaldbestände.
Die Trockenrasen sind als Kalktrockenrasen mit Fiederzwenke, Furchenschwingel, Pyramidenschillergras, Wiesenhafer, Golddistel, Stengelloser Kratzdistel, Großblütiger Braunelle, Knolligem Hahnenfuß, Aufrechtem Ziest, Kleiner Wiesenraute und Deutschen und Fransenenzian sowie den Orchideen Bienenragwurz, Helm-, Purpur- und Kleines Knabenkraut sowie individuenreiche Vorkommen der Herbstdrehwurz. Die nur kleinflächig ausgebildeten Steppen-Trockenrasen sind als Federgras-Trockenrasen mit Pfriemengras, Feinblättriger Schafgarbe, Walliser Schwingel, Gelber Skabiose, Sandfingerkraut, Frühblühendem Thymian, Bartgras, Gänsesterbe und Kelchsteinkraut bzw. Adonisröschen-Halbtrockenrasen mit Fiederzwenke, Furchenschwingel, Frühlingsadonisröschen, Dänischem Tragant, Erdsegge, Blaugrünem Labkraut, Gelber Skabiose und Pferdesesel ausgebildet. An Unterhängen und in der Wipperaue sind Magerrasen zu finden, die als Glatthaferwiesen ausgebildet sind. Hier siedeln Glatthafer, Rotschwingel, Wiesengoldhafer, Echter Wiesenhafer, Mittleres Zittergras, Wilde Möhre, Wiesensalbei, Wiesenlabkraut, Echtes Labkraut, Scharfer Hahnenfuß, Wiesenbocksbart, Pastinak sowie Zaun- und Vogelwicke.
Die Wälder sind als Labkraut-Eichen-Hainbuchenwälder ausgebildet. In der Baumschicht stocken Traubeneiche, Gemeine Esche, Hainbuche, Winterlinde, Berg- und Feldahorn. Die Strauchschicht wird unter anderem von Hasel, Gewöhnlichem Spindelstrauch, Liguster und Schwarzem Holunder gebildet. In der Krautschicht siedeln unter anderem Frühlings-Platterbse, Türkenbundlilie, Echte Schlüsselblume, Große Sternmiere, Wald-Veilchen, Wald-Zwenke, Verschiedenblättriger Schwingel, Einblütiges Perlgras, Hain-Rispengras, Wald-Bingelkraut und Goldnessel. In einem tief eingeschnittenen Tal sind Schlucht- und Hangmischwälder mit Gemeiner Esche, Berg- und Spitzahorn, Hainbuche, Winterlinde und Bergulme ausgebildet. In der Krautschicht siedeln unter anderem Knoblauchsrauke, Taumelkälberkropf, Ruprechtskraut, Waldbingelkraut, Großes Hexenkraut, Vielblütige Weißwurz, Geflecktes Lungenkraut und Wald-Ziest.
In der südlich von Sandersleben (Anhalt) an der Roten Welle, einem der Wipper zufließenden Bach, liegenden Teilfläche sind Fragmente von Weichholzauwäldern mit Silber-, Fahl- und Purpurweide ausgebildet. Die Krautschicht wird von Rohrglanzgras, Knolligem Kälberkropf, Kohlkratzdistel, Zottigem Weidenröschen und Breitblättrigem Sitter gebildet. In der ausgebauten Roten Welle siedeln Vorkommen des Schmalblättrigem Merks, gewässerbegleitend sind feuchte Hochstaudenfluren mit Giersch, Echter Zaunwinde, Flügeljohanniskraut, Blutweiderich, Wasserminze, Echtem Mädesüß, Echtem Baldrian und Brennnessel ausgebildet.
Insgesamt wurden im FFH-Gebiet etwa 640 Farne und Blütenpflanzen nachgewiesen. Im FFH-Gebiet wurden elf Fledermausarten nachgewiesen, darunter Mopsfledermaus, Bechsteinfledermaus und Großes Mausohr. Das Gebiet beherbergt auch Vorkommen unter anderem der Vogelarten Rot- und Schwarzmilan, Schwarzspecht, Wendehals, Bienenfresser, Neuntöter, Grauammer und Sperbergrasmücke.